# تاريخ الحزب الشيوعي الصيني

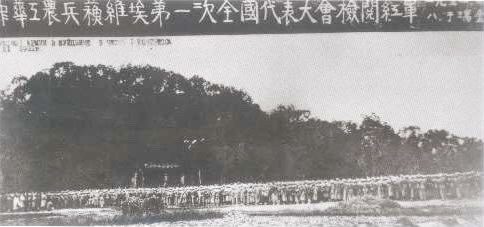
الجيش الأحمر الصيني

يفصّل هذا المقال تاريخ الحزب الشيوعي الصيني.

## تاريخ الحزب خلال الثورة

### تأسيس الحزب
أخذت الأفكار الماركسية بالانتشار بصورة واسعة في الصين بعد حركة الرابع من مايو 1919. في يونيو من العام 1920، أُرسل مندوب الكومنتيرن غريغوري فويتنسكي إلى الصين، حيث اجتمع بلي تا تشاو وغيره من الإصلاحيين. خلال وجوده في الصين، موّل فويتنسكي تأسيس رابطة الشباب الاشتراكيين. في بداية الأمر تأسس الحزب الشيوعي الصيني على يد تشين دوشيو ولي تا تشاو خلال فترة الهيمنة الفرنسية على شانغهاي في العام 1921 على هيئة جماعة دراسية وشبكة غير رسمية. في العام 1920 عُقدت الاجتماعات غير الرسمية في الصين وخارج البلاد. جاءت البداية الرسمية للحزب الشيوعي الصيني مع المؤتمر التأسيسي المنعقد في شانغهاي وجياشينغ في يوليو من العام 1921. ضم المؤتمر 13 رجلًا. أُعلن عن ميلاد الحزب (بقوامه البالغ 50 إلى 60 عضوًا) خلال اجتماع انعقد على ظهر قارب في البحيرة الجنوبية. اعتُمد الاسم الرسمي والموحد (الحزب الشيوعي الصيني)، وأُقرّ جدول الأعمال النهائي. كان الأعضاء الرئيسيون في المؤتمر هم: لي تا تشاو، وتشين دوشيو، وتشين غونغبو، وتان بينغشان، وشانغ غواتاو، وهي مينغشيونغ، ولو شانغلونغ، ودينغ شونغشيا. حضر ماو تسي تونغ المؤتمر التأسيسي بصفته أحد مندوبيّ مجموعة هونان الشيوعية. وكان من بين الحضور دونغ بيوو، ولي هانجون، ولي دا، وتشين تانكيو، وليو رينجينغ، وشو فوهاي، وهي شوهينغ، ودينغ إنمينغ. حضر المؤتمر مندوبان من الكومنترن، أحدهما هو هينك سنيفليت (المشهور باسمه «مارينغ»). كان من أبرز الغائبين عن هذا المؤتمر القادة الشيوعيون من ذوي الشأن مستقبلًا: لي ليسان وتشو تشيوباي.

## فترة الثورة المدنية الأولى – الجبهة المتحدة الأولى (1922-1927)
في أغسطس من العام 1922، طالب سنيفليت بعقد جلسة عامة مفاجئة للجنة المركزية للحزب. خلال هذه الجلسة اقترح سنيفليت أن ينضم أعضاء الحزب إلى حزب كيومينتانغ (الحزب القومي الصيني) بدعوى أنه من الأيسر إجراء التحويل من داخل الحزب القومي بدلًا من استنساخ تجربة نجاحه. لقي المقترح معارضة كلّ مِن لي تا تشاو، وكاي هيشين، وغاو يوهان، وعند هذه النقطة لجأ سنيفليت إلى تطبيق صلاحية الكومنترن لإجبار الحزب الشيوعي الصيني على قبول قراره. في ظلّ تعليمات الكومنترن، أُعيد تنظيم الحزب الشيوعي على أسس لينينية في العام 1923، وتحضيرًا للحملة الشمالية. لم يحظ الحزب الوليد باحترام كبير. قال كارل راديك، وهو أحد المؤسسين الخمسة للأممية الدولية، في نوفمبر 1922 إن الحزب الشيوعي الصيني لا يلقى تقديرًا عاليًا في موسكو. علاوة على ذلك، كان الحزب الشيوعي الصيني منقسمًا إلى معسكرين: واحد يقوده دينغ شونغشيا، ولي تا تشاو المتبنّي لنموذج «الثورة الوطنية البرجوازية»، ومعسكر آخر يقوده شانغ غواتو، ولو تشانغلونغ، وهي مينغشيونغ، وتشين دوشيو يتنبّى موقفًا متصلّبًا مناهضًا للإمبريالية. اتفق ميخائيل ماركوفيتش بورودين مع سون يات سين ووانغ جينغوي على تولّي حزب كيومينتانغ إجراءات إعادة تنظيم الحزب الشيوعي الصيني والاندماج في الحزب المتوسع حديثًا. عمل بورودين والجنرال فاسيلي بليوخير (المعروف باسم غالين) مع تشيانغ كاي شيك على تأسيس آكاديمية وامبوا العسكرية. كان اعتماد الحزب الشيوعي الصيني المطلق على قيادة الكومنترن مؤشرًا واضحًا على ضعف الجبهة المتحدة الأولى. خلقت وفاة سون يات سين في العام 1925 حالة من اللايقين بخصوص قيادة الحزب القومي الصيني، وفيما إذا كانوا سيستمرون بالعمل مع الشيوعيين. رغم جميع التوترات، حققت الحملة الشمالية (1926-1927) التي قادها حزب الكيومينتانغ بمشاركة الحزب الشيوعي الصيني انتصارات سريعة تمثلت بالإطاحة بحكومة أمراء الحرب.